# 小行星25642
小行星25642（25642 Adiseshan）是一颗绕太阳运转的小行星，为主小行星带小行星。该小行星于2000年1月20日发现。

## 轨道参数
小行星25642的轨道半长轴为426 266 500 km，2.8493750 UA，离心率为0.008。